# Pogonia
Pogonia je rod pozemních orchidejí. Zahrnuje 6 druhů a je rozšířen ve východní Asii a východních oblastech Severní Ameriky. Rostliny mají na přímé lodyze jediný list a zpravidla jediný, vrcholový květ. Květy jsou nápadné a pohledné. Jsou opylovány hmyzem, kterému nenabízejí téměř žádnou protihodnotu v podobě pylu či nektaru.

## Popis
Orchideje rodu Pogonia jsou pozemní, vytrvalé byliny s vystoupavým oddenkem a svazčitými vláknitými kořeny. Stonek je přímý, tenký, s jediným lodyžním listem. List je eliptický až podlouhle kopinatý, bylinný až poněkud dužnatý, na bázi objímavý. Květ je nápadný, přetočený (resupinátní), zpravidla jen jeden, vrcholový, podepřený listenem, řidčeji jsou květy dva nebo tři. Kališní lístky jsou volné, rozestálé. Boční korunní lístky jsou volné, o něco kratší a širší než kališní, zpravidla zakrývající sloupek. Pysk je podlouhle obvejčitý, celistvý nebo mělce trojlaločný, bez ostruhy, s třásnitým okrajem. Sloupek je tenký, na vrcholu prodloužený. Tyčinka je jedna, vrcholová, se dvěma brylkami.
Plodem je přímá tobolka.

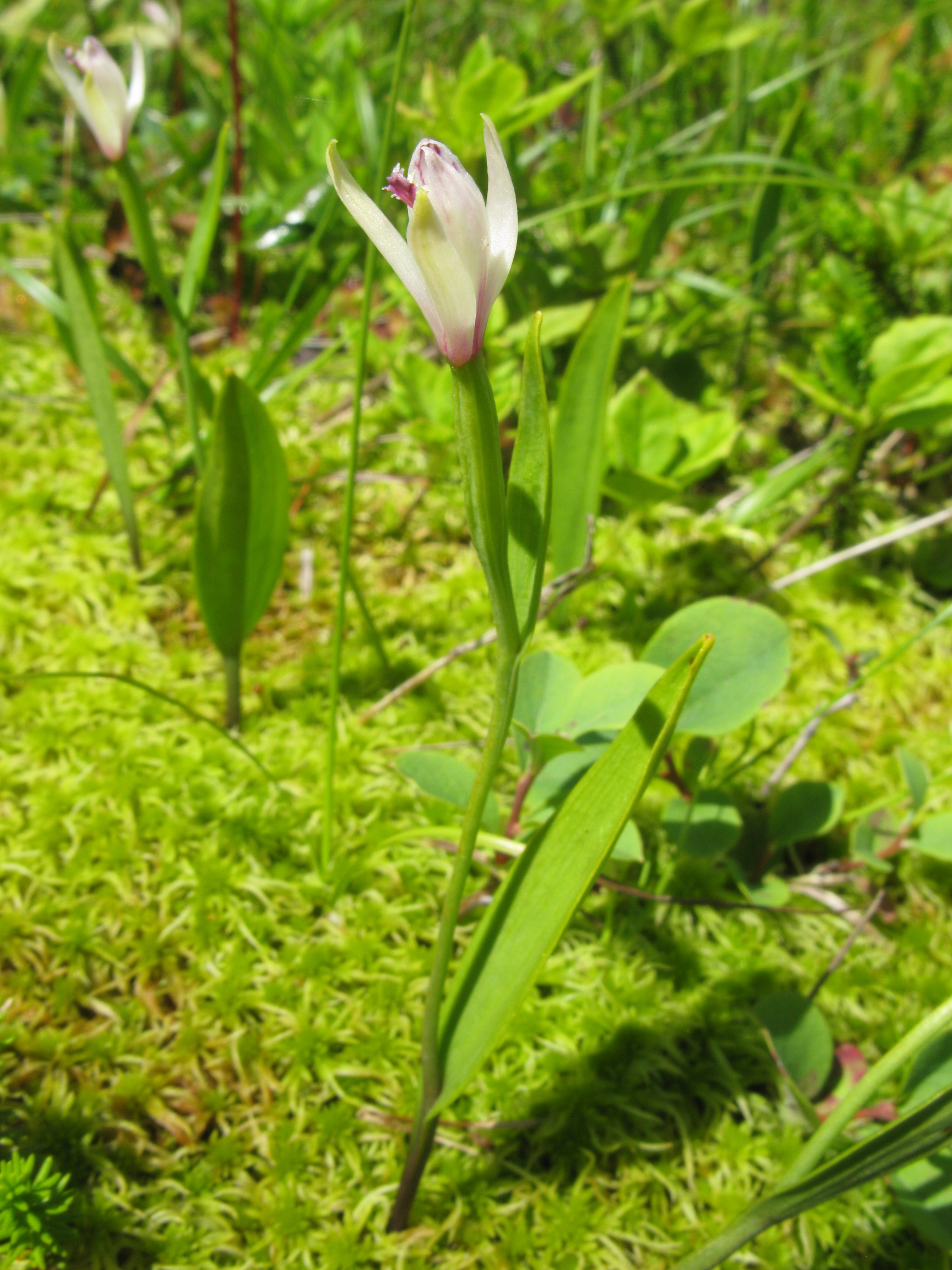
Pogonia minor
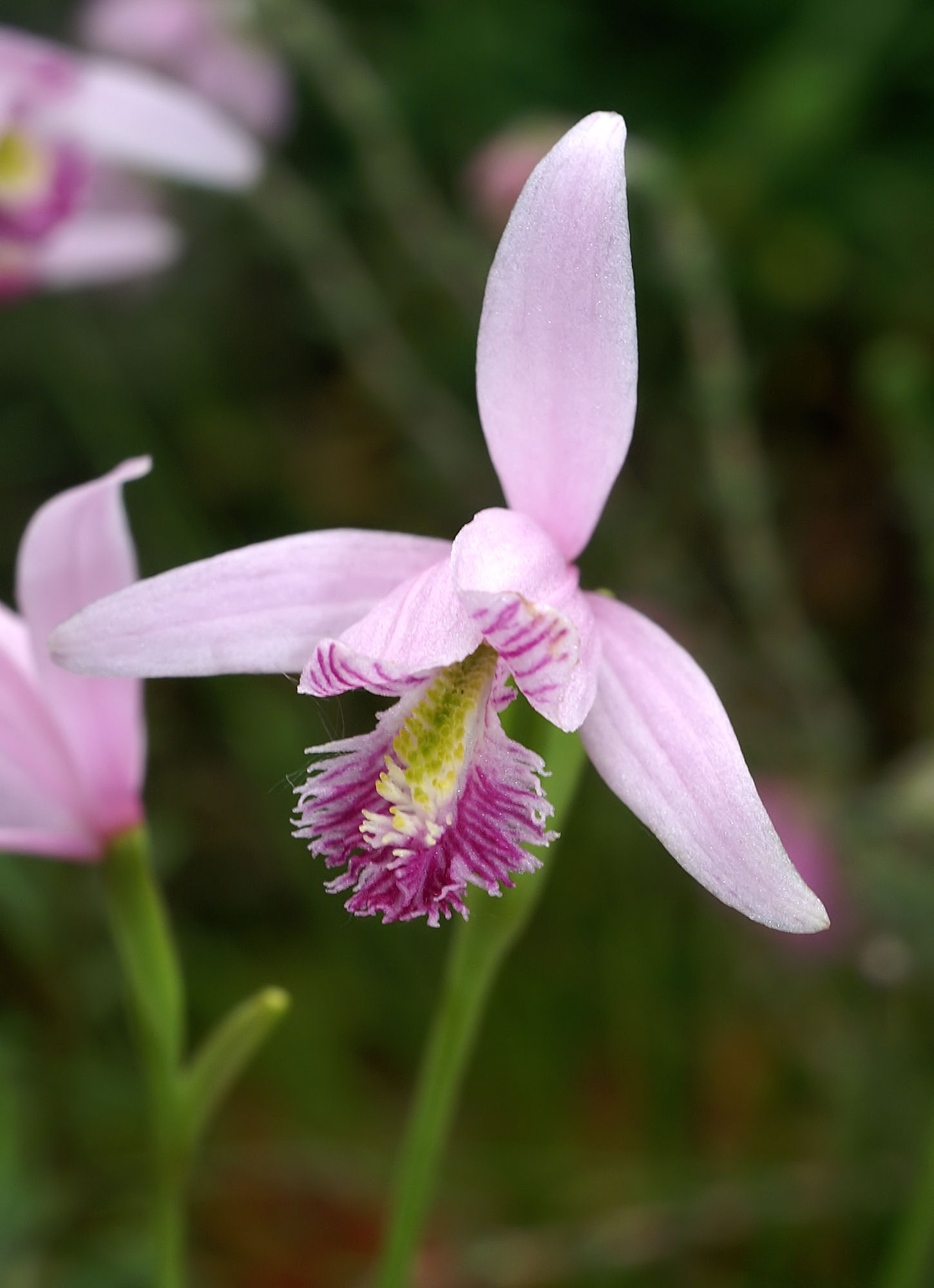
Pogonia ophioglossoides
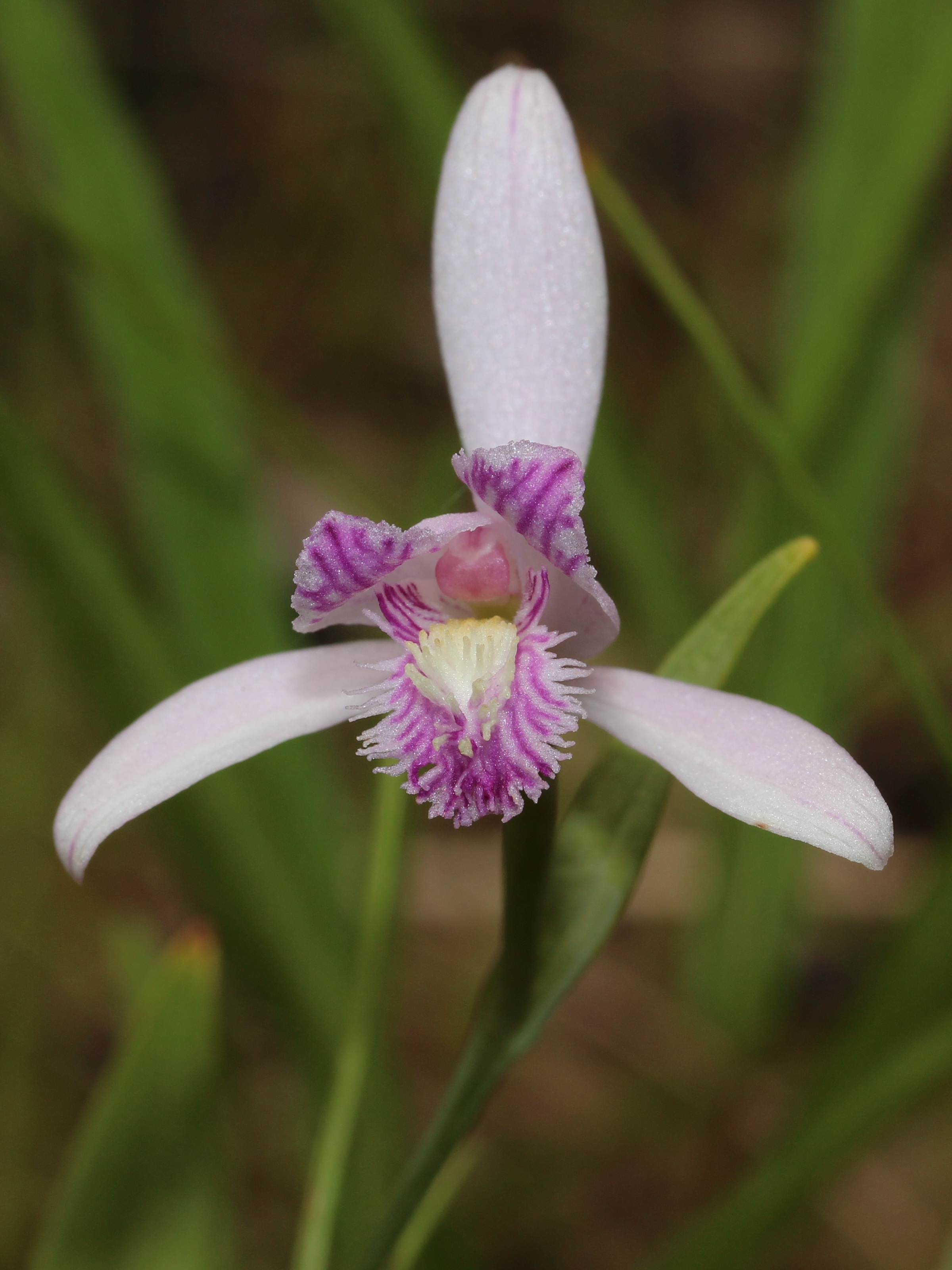
Pogonia japonica

## Rozšíření
Rod Pogonia zahrnuje 5 nebo 6 druhů. Je rozšířen ve východní Asii a východní polovině Severní Ameriky. V Severní Americe se vyskytuje pouze druh Pogonia ophioglossoides, rozšířený v téměř celé východní polovině USA a ve východní Kanadě.
Druh Pogonia trinervia je endemit Moluk. V Asii má největší areál druh Pogonia japonica a také zasahuje nejseverněji (až do Chabarovského kraje).

## Ekologické interakce
Květy orchidejí rodu Pogonia vydávají slabou sladkou vůni a jsou opylovány hmyzem, kterému se při návštěvě květu přilepí brylky s pylem na přední část těla, většinou na hlavu. Opylovačům nenabízejí žádnou potravu nebo jen velmi malé množství nektaru, avšak lákají je žlutě zbarvenými chlupy na pysku, které evokují bohatou nadílku pylu. Jsou také schopné samoopylení. Druh Pogonia ophioglossoides je opylován čmeláky. Na květech Pogonia japonica byly pozorovány zejména pestřenky a čmeláci. Brylky tohoto druhu byly také nalezeny na včele Ceratina flavipes. Návštěvy opylovačů jsou však velmi řídké. Orchideje rodu Pogonia se mohou křížit s rody Arethusa a Calopogon. Kříženci bývají sterilní.

## Taxonomie
Rod Pogonia je v rámci čeledi Orchidaceae řazen do podčeledi Vanilloideae a tribu Pogonieae. Mezi blízce příbuzné rody náleží Cleistesiopsis (3 druhy na jihovýchodě USA), Isotria (2 druhy ve východní polovině Severní Ameriky) a Duckeella (3 druhy v Jižní Americe).

## Význam
Druhy Pogonia japonica a P. ophioglossoides jsou uváděny ze sbírek Pražské botanické zahrady v Tróji.